# Kyle Korver
Kyle Elliot Korver (Lakewood, California, 17 de marzo de 1981) es un exjugador de baloncesto estadounidense que disputó 17 temporadas en la NBA. Con 2,01 metros de estatura jugaba en la posición de escolta. Desde enero de 2023 es asistente del general manager en los Atlanta Hawks.

## Trayectoria deportiva

### High School
Jugó en el equipo de baloncesto del Instituto Pella, en Pella, Iowa, donde su camiseta con el número 25 ha sido retirada.

### Universidad
Kyle Korver se formó como jugador en la Universidad Creighton, donde jugó durante cuatro temporadas y llegó a ser el quinto máximo anotador de la historia de la universidad.

#### Estadísticas
| Año     | Equipo    | PJ  | PT | MPP  | %TC  | %3P  | %TL  | RPP | APP | ROB | TPP | PPP  |
| ------- | --------- | --- | -- | ---- | ---- | ---- | ---- | --- | --- | --- | --- | ---- |
| 1999–00 | Creighton | 33  | 1  | 18.2 | .475 | .434 | .895 | 3.1 | 1.0 | .6  | .2  | 8.8  |
| 2000–01 | Creighton | 32  | 32 | 29.4 | .470 | .452 | .867 | 5.8 | 2.0 | 1.8 | .4  | 14.6 |
| 2001–02 | Creighton | 29  | 28 | 31.6 | .478 | .429 | .890 | 5.5 | 3.3 | 1.6 | .6  | 15.1 |
| 2002–03 | Creighton | 34  | 34 | 31.8 | .468 | .480 | .908 | 6.4 | 3.1 | 1.5 | .7  | 17.8 |
| Total   | Total     | 128 | 95 | 27.7 | .472 | .453 | .891 | 5.2 | 2.3 | 1.3 | .5  | 14.1 |

### Profesional

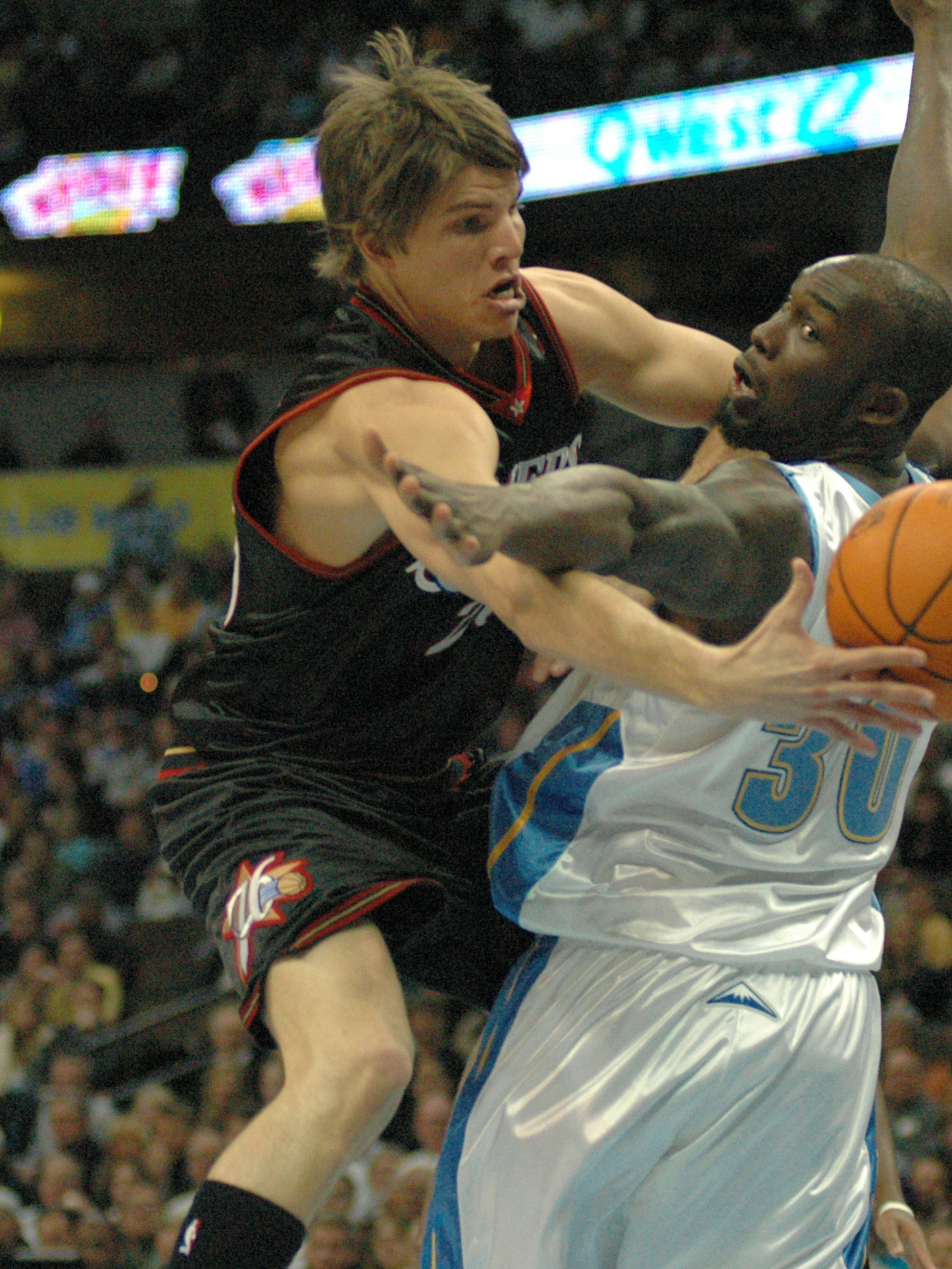
Korver (izda.) con los 76ers en 2007.

En el Draft de la NBA de 2003 fue seleccionado en la segunda ronda en 51.er lugar por New Jersey Nets, quienes días después lo traspasaron a Philadelphia 76ers.
Su rol en los Sixers fue el de especialista en el tiro exterior, y así se ha mantenido a lo largo de su carrera en la NBA. Compitió en el Concurso de Triples de la NBA en 2004 y 2005, quedando tercero y segundo respectivamente. En la temporada 2004-05 Korver compartió el primer puesto en cuanto a triples totales anotados junto con Quentin Richardson, sumando ambos 226. Su mayor debilidad está considerada la defensa, aunque ha sido una faceta en constante evolución durante su trayectoria.
La máxima anotación de Korver es de 31 puntos ante Milwaukee el 24 de febrero de 2006.
Korver, un reconocido especialista en triples, no participó en el Concurso de Triples de 2006 debido a que el entrenador de los Sixers Maurice Cheeks le apartó del quinteto inicial a mitad de temporada, sustituyéndole por John Salmons y Kevin Ollie. Declinó la invitación al evento alegando que necesitaba tiempo para sí mismo y para pensar acerca de su situación.
En diciembre de 2007, fue traspasado a Utah Jazz a cambio de Gordan Giriček. Este traspaso fue duramente criticado por los fanes de los Sixers, ya que Korver era un jugador asentado en el equipo y muy querido por la afición, y Giricek había iniciado su cuesta abajo en la NBA.
En julio de 2010, fue contratado por Chicago Bulls. El 16 de julio de 2012 fue traspasado a Atlanta Hawks.
En el verano de 2013 renueva, después de ser agente libre, con los Atlanta Hawks, los cuales depositan su confianza en él por 4 temporadas y 24M, lo que supone su mejor contrato como profesional.
El 6 de diciembre de 2013, Korver batió un récord histórico de la NBA al anotar en 90 partidos seguidos un triple como mínimo (viendo finalizada su racha con 123 partidos seguidos encestando el 6 de marzo de 2014). El anterior récord lo poseía Dana Barros, quien llegó a 89 partidos consecutivos encestando triples en 1996.
El 10 de febrero de 2015, Adam Silver anunció la selección de Korver como miembro All Star de la Conferencia Este; por primera vez en su carrera. La elección se esperaba que fuera así debido al magnífico rendimiento del escolta y de los Hawks toda la temporada, equipo que contó con cuatro jugadores y el entrenador en el All-Star.
El 7 de enero de 2017 fue traspasado a Cleveland Cavaliers a cambio de Mike Dunleavy Jr., Mo Williams y una futura selección de primera ronda del draft. El 9 de febrero de 2018, ante los Hawks anotó 30 puntos, a dos puntos de la anotación más alta de su carrera (32), siendo éste, su primer partido de 30 o más puntos desde febrero de 2007. Desde que llegó a la franquicia de Ohio, disputó dos finales consecutivas, perdiendo ambas contra Golden State Warriors (4-1 y 4-0).
Al inicio de la temporada 18/19, el 30 de octubre de 2018, Korver alcanzó los 11 000 puntos en su carrera NBA. El 28 de noviembre de ese mismo año, Kyle es traspasado a Utah Jazz a cambio de Alec Burks y dos segundas rondas de draft.
El 19 de junio de 2019, fue traspasado a Memphis Grizzlies, junto a Grayson Allen y Jae Crowder a cambio de Mike Conley. Sin llegar a formar parte del equipo, el 3 de julio de 2019, es traspasado, junto a Jevon Carter a Phoenix Suns, a cambio de Josh Jackson y De'Anthony Melton. El 20 de julio, tras ser cortado por los Suns, firma un contrato de un año con Milwaukee Bucks.
No firmó con ningún equipo de cara a la temporada 2020/21 para pasar más tiempo con su familia, a pesar de que no ha anunciado su retirada.

### Entrenador
El 12 de agosto de 2021, sin haber confirmado su retirada, se une al cuerpo técnico de Steve Nash en los Brooklyn Nets como asistente de desarrollo de jugadores.
En julio de 2022 regresa a Atlanta para firmar y unirse a la oficina principal de los Hawks como asistente de desarrollo de jugadores. En enero de 2023 es promocionado a asistente del general manager.

## Estadísticas de su carrera en la NBA
|  | Líder de la NBA |
|  | Récord NBA      |

### Temporada regular
| Año      | Equipo       | PJ    | PT  | MPP  | %TC  | %3P  | %TL  | RPP | APP | ROB | TPP | PPP  |
| -------- | ------------ | ----- | --- | ---- | ---- | ---- | ---- | --- | --- | --- | --- | ---- |
| 2003-04  | Philadelphia | 74    | 0   | 11.9 | .352 | .391 | .792 | 1.5 | .5  | .3  | .1  | 4.5  |
| 2004-05  | Philadelphia | 82    | 57  | 32.5 | .418 | .405 | .854 | 4.6 | 2.2 | 1.3 | .4  | 11.5 |
| 2005-06  | Philadelphia | 82    | 43  | 31.3 | .430 | .420 | .849 | 3.3 | 2.0 | .8  | .3  | 11.5 |
| 2006-07  | Philadelphia | 74    | 1   | 30.9 | .440 | .430 | .914 | 3.5 | 1.4 | .8  | .3  | 14.4 |
| 2007-08  | Philadelphia | 25    | 0   | 26.3 | .396 | .352 | .912 | 2.9 | 1.3 | .8  | .2  | 10.0 |
| 2007-08  | Utah         | 50    | 0   | 21.5 | .474 | .388 | .917 | 2.0 | 1.4 | .4  | .5  | 9.8  |
| 2008-09  | Utah         | 78    | 2   | 24.0 | .438 | .386 | .882 | 3.3 | 1.8 | .6  | .4  | 9.0  |
| 2009-10  | Utah         | 52    | 0   | 18.3 | .493 | .536 | .796 | 2.1 | 1.7 | .5  | .2  | 7.2  |
| 2010-11  | Chicago      | 82    | 0   | 20.1 | .434 | .415 | .885 | 1.8 | 1.5 | .4  | .2  | 8.3  |
| 2011-12  | Chicago      | 65    | 7   | 22.6 | .432 | .435 | .833 | 2.4 | 1.7 | .6  | .2  | 8.1  |
| 2012-13  | Atlanta      | 74    | 60  | 30.5 | .461 | .457 | .859 | 4.0 | 2.0 | .9  | .5  | 10.9 |
| 2013-14  | Atlanta      | 71    | 71  | 33.9 | .475 | .472 | .926 | 4.0 | 2.9 | 1.0 | .3  | 12.0 |
| 2014-15  | Atlanta      | 75    | 75  | 32.2 | .487 | .492 | .898 | 4.1 | 2.6 | .7  | .6  | 12.1 |
| 2015-16  | Atlanta      | 80    | 80  | 30.0 | .435 | .398 | .833 | 3.3 | 2.1 | .8  | .4  | 9.2  |
| 2016-17  | Cleveland    | 35    | 1   | 24.5 | .487 | .485 | .933 | 2.7 | 1.0 | .3  | .2  | 10.7 |
| 2017-18  | Cleveland    | 73    | 4   | 21.6 | .459 | .436 | .889 | 2.3 | 1.2 | .4  | .4  | 9.2  |
| 2018-19  | Cleveland    | 16    | 0   | 15.7 | .461 | .463 | .813 | 1.8 | 1.1 | .2  | .1  | 6.8  |
| 2018-19  | Utah         | 54    | 0   | 20.1 | .408 | .384 | .825 | 2.5 | 1.2 | .4  | .2  | 9.1  |
| 2019-20  | Milwaukee    | 58    | 1   | 16.6 | .430 | .418 | .854 | 2.1 | 1.2 | .4  | .2  | 6.7  |
| Total    | Total        | 1,232 | 423 | 25.3 | .442 | .429 | .877 | 3.0 | 1.7 | .7  | .3  | 9.7  |
| All-Star | All-Star     | 1     | 0   | 15.6 | .538 | .583 | .000 | 1.0 | 2.0 | .0  | .0  | 21.0 |

### Playoffs
| Año   | Equipo       | PJ  | PT | MPP  | %TC  | %3P  | %TL   | RPP | APP | ROB | TPP | PPP  |
| ----- | ------------ | --- | -- | ---- | ---- | ---- | ----- | --- | --- | --- | --- | ---- |
| 2005  | Philadelphia | 5   | 5  | 29.4 | .286 | .292 | 1.000 | 2.6 | 1.6 | .8  | .2  | 5.0  |
| 2008  | Utah         | 12  | 0  | 21.6 | .411 | .289 | .920  | 2.2 | .6  | .3  | .7  | 7.8  |
| 2009  | Utah         | 5   | 2  | 27.2 | .391 | .462 | .714  | 2.2 | 2.6 | .6  | .2  | 10.6 |
| 2010  | Utah         | 10  | 0  | 21.0 | .525 | .478 | .889  | 1.1 | 1.3 | .5  | .0  | 8.3  |
| 2011  | Chicago      | 16  | 0  | 17.4 | .388 | .423 | 1.000 | 1.2 | 1.1 | .5  | .2  | 6.6  |
| 2012  | Chicago      | 6   | 0  | 15.7 | .409 | .308 | .500  | 1.7 | 1.5 | .5  | .5  | 3.8  |
| 2013  | Atlanta      | 6   | 2  | 29.5 | .388 | .353 | .917  | 3.3 | .7  | .3  | .7  | 10.2 |
| 2014  | Atlanta      | 7   | 7  | 35.1 | .455 | .426 | .917  | 5.3 | .7  | .6  | .3  | 13.4 |
| 2015  | Atlanta      | 14  | 14 | 37.6 | .391 | .355 | .813  | 5.0 | 2.4 | 1.4 | 1.1 | 11.1 |
| 2016  | Atlanta      | 10  | 8  | 31.6 | .467 | .444 | 1.000 | 4.8 | 1.0 | 1.0 | .4  | 10.3 |
| 2017  | Cleveland    | 18  | 0  | 18.1 | .425 | .391 | 1.000 | 1.7 | .7  | .4  | .3  | 5.8  |
| 2018  | Cleveland    | 22  | 11 | 23.0 | .418 | .413 | .864  | 2.4 | .9  | .4  | .4  | 8.3  |
| 2019  | Utah         | 4   | 0  | 7.5  | .375 | .333 | .667  | 1.3 | .0  | .0  | .0  | 2.5  |
| 2020  | Milwaukee    | 10  | 0  | 11.9 | .426 | .405 | 1.000 | .8  | .1  | .3  | .1  | 6.2  |
| Total | Total        | 145 | 49 | 23.2 | .417 | .391 | .895  | 2.5 | 1.0 | .6  | .4  | 8.0  |

## Logros y reconocimientos
- Elegido en el equipo de los Sophomores para el partido contra los Rookies del Rookie Challenge de 2005 en Denver.
- Récord Histórico de la NBA: Mejor Porcentaje en Triples en una Temporada: 53'6%; 59 anotados de 110 intentados (2009/10).
- Récord de franquicia de los Atlanta Hawks de más triples en una mitad: 8.
- All Star NBA 2015 Conferencia Este.
- 4 veces líder de la liga en porcentaje de triples en una temporada (2009/10, 2013/14, 2014/15, 2016/17).
- Mejor porcentaje de 3 puntos absoluto en una temporada (2009/10, 53,6%).